# Liz Cruz
Dr. Elizabeth „Liz” Cruz a Kés/Alatt című televíziós sorozat egyik szereplője, egy aneszteziológusnő. Roma Maffia alakítja.

## Története
Lizt mint leszbikus altatóorvost ismerhettük meg a műtétek során. Kiáll a betegek, s főként a nők jogaiért is, néha a két sebész ellenére is. Az első évad folyamán rövid viszonya lett egy transzszexuális pácienssel, Sofia Lopezzel. Ez azonban kettejük különbözősége miatt hamar véget ér. Később a drogcsempész Escobar Gallardo lábon lőtte őt, amiért Sean és Christian nem engedelmeskedtek neki. A sérüléseit a Bermudákon pihente ki.
A második évad során Liz úgy dönt, hogy gyereket szeretne. Ám mivel leszbikus, a dolog csakis spermabank útján működhetne. Meglepetésként éri, hogy Christian is felajánlja a saját spermáját, s ő el is fogadja. Ám mivel nagyon aggódik a veleszületett rendellenességek magas kockázata miatt, inkább elveteti a gyereket.
A harmadik évad során Liz felmond a McNamara/Troynál, annak pénzügyi csődközeli állapota miatt. Elmegy dolgozni Julia és Gina közös vállalkozásába, a De La Mere szépségszalonba. Később visszatér a plasztikai sebészekhez. Kit McGraw őt is gyanúsítottként kezeli a Késes utáni nyomozáskor, ám hamar tisztázza magát.
A negyedik évadban tanúja lesz, hogy új főnökük, Michelle, intim helyzetbe kerül egy James nevű idős nővel a parkolóházban. Miután együttérzését tudatja Michelle-lel, az ki akarja rúgni. Ám a személyzet ellenállása miatt eláll ettől. Később a szervcsempészek áldozata lesz egy melegbárban: ellopják a veséjét. Lábadozása alatt továbbra is dolgozik. Megismerkedik Poppyval, a fiatal altatóorvossal, aki mély benyomást tesz rá, és emiatt megműtteti magát. Escobar visszatérésekor revansot vehetne, de letesz róla. Ám mikor a drogcsempész meghal, segít Christiannek és Seannal eltüntetni a holttestet.
Az ötödik évadban, mikor rájön, hogy Julia viszonyt kezdett Olivia Lorddal, hitetlenkedni kezd: szerinte csak kíváncsiságból történik a dolog. Ám közte és Julia között megromlik a viszony, mikor közel kerül Oliviához. Amikor Christiant halálos betegséggel diagnosztizálják, Liz mély együttérzését tanúsítja, aminek köszönhetően egyre közelebb kerülnek egymáshoz. Egy alkalommal szeretkeznek is, aminek hatására Liznek először lesz orgazmusa egy férfival. Kezdődő kapcsolatuk zátonyra fut, amikor Christian újra elkezdi váltogatni a partnereit, ezért visszaköltözik Miamiba. Amikor Christian megtudja, hogy a rákja kiújult, Liz után utazik, és megkéri a kezét, hogy mellette lehessen élete hátralévő idejében. Liz bár eleinte vonakodik, végül beleegyezik. Házasságkötésük után nem sokkal Christian megtudja, hogy mégsem beteg. Emiatt elválnak, és bár eleinte mindenét el akarja perelni, végül megbocsát Christiannek.
Később szeretne egyenrangú partner lenni a cégnél, de mivel csak egyszerű aneszteziológus, erre nincs lehetősége. Hosszas magánéleti kudarcok után Sean vállalja, hogy spermadonor lesz, hogy végre felnevelhessen egy gyereket, majd Sean távozása után Christian beveszi maga mellé partnernek.

## Tévesztések
Liz vezetéknevét az első epizódokban még Winters-nek mondták.